# Actinodendron arboreum
Actinodendron arboreum, tên trong tiếng Anh thường được gọi là hải quỳ cây hoặc hải quỳ lửa, là một loài hải quỳ thuộc họ Actinodendronidae. Nó có nguồn gốc từ Ấn Độ-Thái Bình Dương, nơi nó phát triển ở độ sâu xuống tới 28 mét (92 ft). Hầu hết các loài hải quỳ đều vô hại với con người, nhưng A. arboreum có nọc độc cao và vết chích của nó có thể gây loét da nghiêm trọng (cũng được đề xuất bởi tên thay thế của nó, hải quỳ lửa địa ngục).